# Bitterroot Range

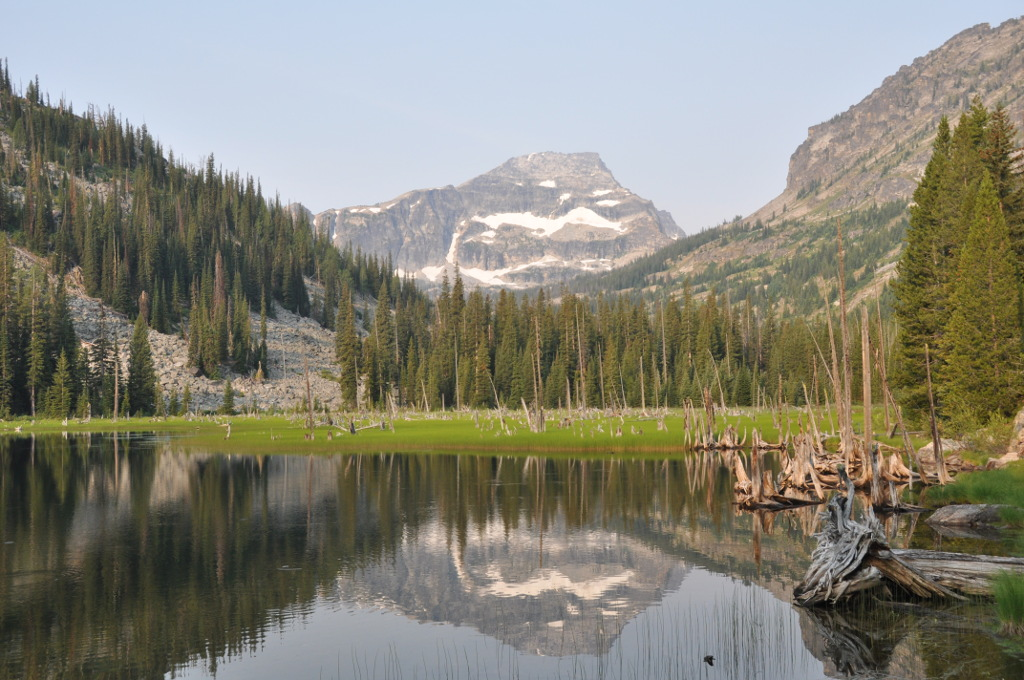
Jezioro Little Rock Creek Lake w oddali szczyt El Capitan

Bitterroot Range – pasmo górskie w USA, w łańcuchu Gór Skalistych, na granicy stanu Montana (42 proc. powierzchni) i stanu Idaho (58 proc. powierzchni). Ciągnie się z północnego zachodu (od przełęczy Lookout Pass – 1462 m) na południowy wschód (do przełęczy Monida Pass – 2080 m) na długości 489 km i szerokości do 431 km. Ma powierzchnię 38 183 km². Należy do grupy pasm górskich Idaho-Bitterroot Rocky Mountains.
Na północy dochodzi do jeziora Pend Oreille, za którym znajduje się pasmo Selkirk Mountains, od wschodu graniczy z pasmami należącymi do grupy pasm górskich Central Montana Rocky Mountains (m.in. z pasmem Cabinet Mountains), a od zachodu z pasmami należącymi do Clearwater Mountains. 
Bitterroot Range dzieli się na mniejsze pasma. Są to (licząc od północy):

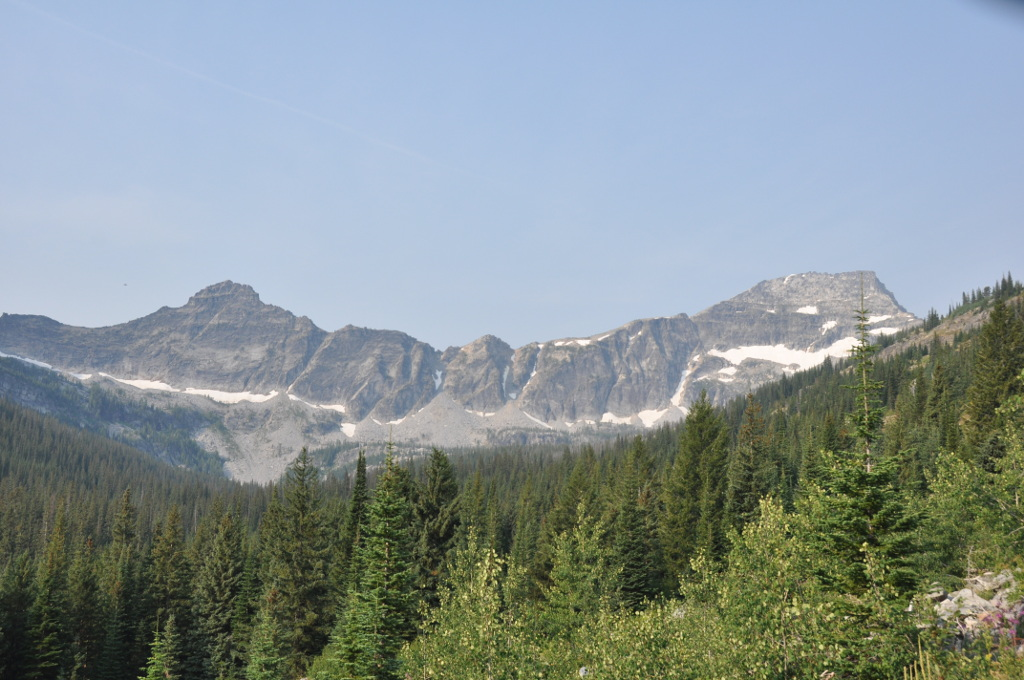
Szczyty The Lonesome Bachelor (od lewej) i El Capitan. Widok z okolic jeziora Little Rock Creek Lake

- Cour d'Alene Mountains z najwyższym szczytem Cherry Peak (2241 m),

- Saint Joe Mountains z najwyższym szczytem Latour Peak (1953 m),
- Northern Bitterroot Range z najwyższym szczytem Rhodes Peak (2417 m),
- Central Bitteroot Range z najwyższymi szczytami Trapper Peak (3096 m) i El Capitan (3043 m),
- Beaverhead Mountains z najwyższym szczytem Scott Peak (3473 m). Pasmo to jest fragmentem głównego działu wodnego Gór Skalistych[6],
- Centennial Mountains (na wschód od przełęczy Monida Pass) z najwyższym szczytem Mount Jefferson (3110 m)[2].

Często w publikacjach pasma Northern Bitterroot Range i Central Bitteroot Range są uważane za jedno pasmo o nazwie Bitterroot Mountains. 
Bitterroot Range zbudowane jest głównie z granitów oraz skał metamorficznych i osadowych. Najwyższa część pasma ma charakter alpejski. Znajdują się tu liczne jeziora.
Najwyższymi szczytami są (wszystkie w paśmie Beaverhead Mountains): Scott Peak (3473 m), Peak 11292 (3442 m), Webber Peak (3439 m), Eighteenmile Peak (3391 m), Cottonwood Mountain (3360 m), Italian Peak (3352 m), Garfield Mountain (3341 m), Jump Benchmark (3335 m), Baldy Mountain (3248 m) i Lima Peaks (3263 m).
Nazwa Bitterroot Range pochodzi od rośliny Bitterroot (Lewisia rediviva) porastającej zbocza pasma.    
Największą miejscowością położoną w pobliżu pasma jest Missoula.     